# Martigny-le-Comte
Martigny-le-Comte és un municipi francès, situat al departament de Saona i Loira i a la regió de Borgonya - Franc Comtat. L'any 2007 tenia 431 habitants.

## Demografia

### Població
El 2007 la població de fet de Martigny-le-Comte era de 431 persones. Hi havia 198 famílies, de les quals 64 eren unipersonals (40 homes vivint sols i 24 dones vivint soles), 73 parelles sense fills, 57 parelles amb fills i 4 famílies monoparentals amb fills.
La població ha evolucionat segons el següent gràfic:
Habitants censats

### Habitatges
El 2007 hi havia 302 habitatges, 199 eren l'habitatge principal de la família, 72 eren segones residències i 31 estaven desocupats. 282 eren cases i 19 eren apartaments. Dels 199 habitatges principals, 153 estaven ocupats pels seus propietaris, 43 estaven llogats i ocupats pels llogaters i 2 estaven cedits a títol gratuït; 15 tenien dues cambres, 30 en tenien tres, 56 en tenien quatre i 98 en tenien cinc o més. 152 habitatges disposaven pel capbaix d'una plaça de pàrquing. A 87 habitatges hi havia un automòbil i a 101 n'hi havia dos o més.

### Piràmide de població
La piràmide de població per edats i sexe el 2009 era:
| Homes | Edats   | Dones |
| ----- | ------- | ----- |
| 0     | 95 o +  | 0     |
| 4     | 90 a 94 | 4     |
| 0     | 85 a 89 | 0     |
| 0     | 80 a 84 | 0     |
| 4     | 75 a 79 | 0     |
| 4     | 70 a 74 | 8     |
| 16    | 65 a 69 | 4     |
| 32    | 60 a 64 | 16    |
| 8     | 55 a 59 | 12    |
| 16    | 50 a 54 | 28    |
| 20    | 45 a 49 | 24    |
| 20    | 40 a 44 | 12    |
| 20    | 35 a 39 | 16    |
| 16    | 30 a 34 | 24    |
| 12    | 25 a 29 | 4     |
| 16    | 20 a 24 | 8     |
| 8     | 15 a 19 | 12    |
| 24    | 10 a 14 | 20    |
| 16    | 5 a 9   | 8     |
| 0     | 0 a 4   | 12    |

## Economia
El 2007 la població en edat de treballar era de 259 persones, 181 eren actives i 78 eren inactives. De les 181 persones actives 174 estaven ocupades (98 homes i 76 dones) i 7 estaven aturades (2 homes i 5 dones). De les 78 persones inactives 42 estaven jubilades, 15 estaven estudiant i 21 estaven classificades com a «altres inactius».

### Ingressos
El 2009 a Martigny-le-Comte hi havia 194 unitats fiscals que integraven 431 persones, la mediana anual d'ingressos fiscals per persona era de 14.597 €.

### Activitats econòmiques
Dels 18 establiments que hi havia el 2007, 1 era d'una empresa alimentària, 2 d'empreses de fabricació d'altres productes industrials, 1 d'una empresa de construcció, 3 d'empreses de comerç i reparació d'automòbils, 1 d'una empresa de transport, 2 d'empreses d'hostatgeria i restauració, 1 d'una empresa d'informació i comunicació, 4 d'empreses de serveis i 3 d'empreses classificades com a «altres activitats de serveis».
Dels 3 establiments de servei als particulars que hi havia el 2009, 1 era una oficina de correu, 1 fusteria i 1 restaurant.
Dels 2 establiments comercials que hi havia el 2009, 1 era una botiga de més de 120 m² i 1 una botiga de menys de 120 m².
L'any 2000 a Martigny-le-Comte hi havia 40 explotacions agrícoles que ocupaven un total de 2.790 hectàrees.

## Equipaments sanitaris i escolars
El 2009 hi havia una escola elemental.

## Poblacions més properes
El següent diagrama mostra les poblacions més properes.